# 4616 Баталов
4616 Баталов (4616 Batalov) — астероїд головного поясу, відкритий 17 січня 1975 року.
Тіссеранів параметр щодо Юпітера — 3,184.